# Steven Michael Quezada
Steven Michael Morales  (Albuquerque, Nuevo México, 15 de febrero de 1963) es un actor estadounidense. Es conocido por su papel como  el agente de la DEA Steven Gomez en la serie de AMC Breaking Bad, que protagonizó desde el año 2008 hasta el año 2013.

## Primeros años de vida
Quezada nació en Albuquerque, Nuevo México. Después de graduarse de la escuela secundaria, Quezada asistió a la Universidad de Nuevo México Eastern New Mexico University donde estudió artes teatrales.

## Carrera
Quezada es conocido por su papel en la serie AMC Breaking Bad desde 2008 hasta 2013. Él ha aparecido en películas como First Snow (2006), Beerfest (2006), y Kites (2010). También ha sido anfritión en el programa The After After Party en Albuquerque desde 2010 hasta 2012. El 4 de febrero de 2013, fue elegido como consejero escolar de Albuquerque. Se postuló sin oposición para el Distrito 5 en el lado oeste de Albulquerque. Quezada también retrata a un sacerdote que preside un funeral en carretera en el video musical del cantante de country  Eric Church  para el sencillo Give Me Back My Hometown (2014).

## Filmografía

### Películas
| Año  | Título                | Papel              | Notas                  |
| ---- | --------------------- | ------------------ | ---------------------- |
| 2005 | Three Wise Guys       | Agente de Alquiler | Película de Televisión |
| 2006 | Beerfest              | Mexicano           |                        |
| 2006 | First Snow            | Mecánico Enrique   |                        |
| 2008 | Milagros              | Leon               |                        |
| 2010 | Love Ranch            | Primer Borracho    |                        |
| 2010 | Kites                 | Policía            |                        |
| 2011 | The Reunion           | Col.Ramirez        |                        |
| 2011 | Surreal Estate        | Hombre con Barba   |                        |
| 2011 | Warrior Woman         | Miguel             |                        |
| 2012 | Powder Pigs           | Mr. Valdez         |                        |
| 2013 | Supernal Darkness     | Victor             |                        |
| 2013 | The Rambler           | Guardia #2         |                        |
| 2014 | La Vida Robot         | Salgado            |                        |
| 2015 | Los Condenados 2      | Raul Bacarro       |                        |
| 2016 | Fender Bender         | Mario              |                        |
| 2016 | The last transmission | Val                | Corto                  |
| 2016 | Outlaws and Angels    | Alonzo             |                        |
| 2017 | Girlfriend's Day      | Munoz              |                        |
| 2019 | 3 from Hell           | Diego              |                        |
| 2019 | Wish Man              | Juan Delgadillo    |                        |

### Televisión
| Año       | Título                | Papel               | Notas                                             |
| --------- | --------------------- | ------------------- | ------------------------------------------------- |
| 2006      | Wildfire              | Ernie Kent          | Episodio: "Fear"                                  |
| 2008      | In Plain Sight        | Luis Cruz           | Episodio: "Hoosier Daddy"                         |
| 2008–2013 | Breaking Bad          | Steven Gomez        | 33 episodios                                      |
| 2009      | Crash                 | Councilman Rizzario | Episodio: "You Set the Scene"                     |
| 2010–2012 | The After After Party | Él mismo            | Escritor, anfitrión, editor y productor ejecutivo |
| 2015      | Documentary Now!      | El Chingon          | Episodio: "DRONEZ: The Hunt for El Chingon"       |
| 2015      | Almost American       | Jesus Quezman       | Episodio: "Teacher's Choice"                      |
| 2015      | Foreseeable           | Gabriel Flores      | Telefilme                                         |
| 2020      | Better Call Saul      | Steven Gomez        | Invitado, episodio "The Guy for This" y "Namaste" |

### Videos musicales
| Año  | Artista     | Título                     | Papel                                         |
| ---- | ----------- | -------------------------- | --------------------------------------------- |
| 2014 | Eric Church | "Give Me Back My Hometown" | Sacerdote que preside un funeral en carretera |